# Picture Rocks (Arizona)
Picture Rocks – census-designated place, jednostka osadnicza w Stanach Zjednoczonych, w stanie Arizona, w hrabstwie Pima.